# Aphelinus rhopalosiphiphagus
Aphelinus rhopalosiphiphagus is een vliesvleugelig insect uit de familie Aphelinidae. De wetenschappelijke naam is voor het eerst geldig gepubliceerd in 1995 door Yang & Chen.